# Eberhard Mellies
Eberhard Mellies (* 8. Juni 1929 in Schlawe, Pommern; † 12. Dezember 2019) war ein deutscher Schauspieler, Hörspielsprecher, Synchronsprecher und Regisseur.

## Leben und Karriere
Eberhard Mellies wurde im Juni 1929 in Schlawe geboren. 1938 zog die Familie nach Stolp um. Sein jüngerer Bruder war Otto Mellies (1931–2020), der ebenfalls Schauspieler und Synchronsprecher war. Eberhard Mellies wurde gegen Kriegsende eingezogen, seine Mutter, seine Schwester sowie deren Kinder begingen nach dem Einmarsch der Roten Armee in Stolp im März 1945 Selbstmord. Sein Bruder Otto Mellies überlebte nur durch Zufall und kam nach 1945 über Wismar und Freistatt nach Schwerin. Eberhard Mellies wurde noch in den letzten Kriegstagen auf Rügen verwundet und gelangte über ein Lazarettschiff und verschiedene Stationen nach Mecklenburg.
Eberhard Mellies absolvierte sein Studium an der Staatlichen Schauspielschule Schwerin. Danach arbeitete er von 1950 bis 1960 am Mecklenburgischen Staatstheater Schwerin als Schauspieler und Regisseur. Es folgten Engagements am Volkstheater Rostock (1960/61 sowie von 1966 bis 1969) und von 1961 bis 1965 spielte er am Maxim-Gorki-Theater Berlin.
In den 1960er Jahren arbeitete er als Dozent an der Rostocker Schauspielschule. Ab 1960 war er auch als Schauspieler für Film und Fernsehen tätig und gehörte ab 1969 dem Ensemble des Deutschen Fernsehfunks (DFF) an. In dem DEFA-Film Der Frühling braucht Zeit (1965) spielte er unter der Regie von Günter Stahnke den parteilosen Ingenieur Heinz Solter. Der auf Tatsachen basierende Film wurde kurz nach der Uraufführung verboten. Neben seiner Tätigkeit als Schauspieler und Regisseur lieh er über 60 Jahre lang seine Stimme auch internationalen Schauspielerkollegen in über 1000 Sprechrollen in Kino und Fernsehen, darunter Jean Marais, Pjotr Glebow, Gene Hackman, Jean Gabin und Michel Piccoli. Zu seinen letzten Synchronisationen gehörte die Rolle des Charakters Hershel Greene (gespielt von Scott Wilson) in 32 Folgen der populären US-amerikanischen Endzeit-Serie The Walking Dead.
Er war mit der Schauspielerin Ruth Langer-Mellies (* 4. September 1921 in Liegnitz, Niederschlesien; † 1. Juli 2014) verheiratet. Aus dieser Ehe stammen die Töchter Petra und Marion. Eberhard Mellies starb am 12. Dezember 2019 im Alter von 90 Jahren. Im Januar 2020 wurde er auf dem Neuen Friedhof in Rostock zu seiner Ehefrau beigesetzt.

## Filmografie (Auswahl)
- 1960: Der neue Fimmel
- 1962: Schaut auf diese Stadt
- 1962: Geboren unter schwarzen Himmeln (TV)
- 1963: Blaulicht: Wunder wiederholen sich nicht
- 1965: Der Frühling braucht Zeit
- 1965: Die andere Front (TV)
- 1969: Heiner Fink (TV)
- 1971: Der Sonne Glut (TV)
- 1971: Über ganz Spanien wolkenloser Himmel (TV)
- 1971: Der Staatsanwalt hat das Wort: Zwei Promille (TV-Reihe)
- 1971: Pygmalion XII (TV)
- 1972: Polizeiruf 110: Das Haus an der Bahn (TV-Reihe)
- 1972: Polizeiruf 110: Blütenstaub (TV-Reihe)
- 1974: Der Staatsanwalt hat das Wort: Das Gartenfest (TV-Reihe)
- 1974: Die Frauen der Wardins (TV)
- 1976: Polizeiruf 110: Ein ungewöhnlicher Auftrag (TV-Reihe)
- 1976: Die Bibliothekarin (TV)
- 1977: Der Staatsanwalt hat das Wort: Die Zechtour
- 1978: Clavigo (TV-Studioaufzeichnung)
- 1978: Glücksperlen (TV)
- 1979: Lachtauben weinen nicht
- 1979: Spurensucher (TV)
- 1980: Der Baulöwe
- 1980: Die Heimkehr des Joachim Ott (Fernsehfilm)
- 1982: Aus der Franzosenzeit (TV, BRD/DDR)
- 1983: Märkische Chronik (TV-Serie)
- 1986: Der Verrückte vom Pleicher-Ring (Fernsehspiel)
- 1986: Offiziere
- 1988: Polizeiruf 110: Ihr faßt mich nie! (TV-Reihe)
- 1988: Die Geschichte von der Gänseprinzessin und ihrem treuen Pferd Falada
- 1989: Rita von Falkenhain (TV-Serie)
- 1991: Der Strass
- 1993: Polizeiruf 110: und tot bist du (TV-Reihe)
- 1995: Tatort: Bomben für Ehrlicher (TV)

## Theater (Auswahl)
- 1951: George Bernard Shaw: Die heilige Johanna (Bruder Martin Ladvenu) – Regie: Otto Roland (Mecklenburgisches Staatstheater Schwerin)
- 1951/52: William Shakespeare: König Lear (König von Frankreich) – Regie: Richard Weimar (Mecklenburgisches Staatstheater Schwerin)
- 1953: Maxim Gorki: Die Feinde (Ssinzow) – Regie: Richard Weimar (Mecklenburgisches Staatstheater Schwerin)
- 1953: Friedrich von Schiller: Die Jungfrau von Orleans (Karl der Siebente, König von Frankreich) – Regie: Otto Roland (Mecklenburgisches Staatstheater Schwerin)
- 1954: Hedda Zinner: Der Teufelskreis (Paul) – Regie: Edgar Bennert (Mecklenburgisches Staatstheater Schwerin)
- 1954/55: Friedrich von Schiller: Don Carlos (Titelrolle) – Regie: Richard Weimar (Mecklenburgisches Staatstheater Schwerin)
- 1957: William Shakespeare: Hamlet (Titelrolle) – Regie: Fritz Süßenbach (Mecklenburgisches Staatstheater Schwerin)
- 1958: Bertolt Brecht: Mutter Courage und ihre Kinder (Eilif) – Regie: Walter Beck a. G. (Mecklenburgisches Staatstheater Schwerin)
- 1960: Friedrich Wolf: Thomas Münzer (Titelrolle) – Regie: Walter Beck a. G. (Mecklenburgisches Staatstheater Schwerin)
- 1960: George Bernard Shaw: Der Teufelsschüler (Titelrolle-Richard Dudgeon) – Regie: Max Adalbert Schleyer (Volkstheater Rostock)
- 1961: Pedro Calderón de la Barca: Dame Kobold (Don Juan de Toledo) – Regie: Peter Bejach (Volkstheater Rostock)
- 1961: Ewan MacColl: Rummelplatz (Blondy) – Regie: Hans Dieter Mäde (Uraufführung/Maxim-Gorki-Theater Berlin)
- 1961: Manfred Bieler: Nachtwache (Walter Freud) – Regie: Hans-Joachim Martens (Erstaufführung/Volksbühne Berlin – Theater im III. Stock)
- 1964: Claus Hammel: Um neun an der Achterbahn (Liebhaber) – Regie: Horst Schönemann (Maxim-Gorki-Theater Berlin)
- 1966: Federico S. Inclan: Asylrecht (Mr. Macswain) – Regie: Roland Oehme (Volkstheater Rostock)
- 1966: Rolf Hochhuth: Der Stellvertreter (Dr. Kurt Gerstein) – Regie: Heiner Carow (Volkstheater Rostock)
- 1967: Sean O’Casey: Stern der Hoffnung – The Star Turns Red (Der Rote Jim) – Regie: Egon Günther (Volkstheater Rostock)
- 1968/69: Loek Huisman: Johann Wolfgang (Titelrolle-Der junge Goethe) – Regie: Hanns Anselm Perten (Volkstheater Rostock)

## Regie
- 1955: Joachim Knauth: Heinrich VIII. oder Der Ketzerkönig – (Uraufführung/Mecklenburgisches Staatstheater Schwerin)
- 1956: Henrik Ibsen: Nora oder Ein Puppenheim – (Mecklenburgisches Staatstheater Schwerin)
- 1957: Günther Weisenborn: Zwei Engel steigen aus – (Erstaufführung/Mecklenburgisches Staatstheater Schwerin)
- 1958: William Shakespeare: Othello – (Mecklenburgisches Staatstheater Schwerin)

## Hörspiele
- 1962: Günter Koch: Mord auf Bestellung (Töper) – Regie: Hans Knötzsch (Hörspiel – Rundfunk der DDR)
- 1964: Martine Monod: Normandie-Njemen – Bearbeitung und Regie: Fritz Göhler (Kinderhörspiel – Rundfunk der DDR)
- 1967: Die Koralle – ein dänisches Märchen, Litera 1967 (Regie: Christine van Santen, Covertext von Hans-Joachim Theil. Für d. Schallplatte eingerichtet v. Dieter Scharfenberg, Sprecher: Eberhard Mellies u. a.)[8]
- 1967: Knut Spelevink – ein finnisches Märchen, Litera 1967 (Regie: Christine van Santen, Covertext: Hans-Joachim Theil, Gerd Micheel in der Rolle des Petermann. Für d. Schallplatte eingerichtet v. Dieter Scharfenberg, Sprecher: Eberhard Mellies u. a.)[9]
- 1969: Vuk Stefanović Karadžić: Jugoslawische Märchen und Legenden (Erzähler) – Regie: Dieter Scharfenberg (Kinderhörspiel – Litera)
- 1971: Hans-Jörg Dost: Passio Camilo (Camillos Freund) – Regie: Barbara Plensat/Detlef Kurzweg (Hörspiel – Rundfunk der DDR)
- 1971: Jürgen Beidokat: Drei Kapitel über eine Meuterei (Chronist) – Regie: Werner Grunow (Hörspiel – Rundfunk der DDR)
- 1972: Jan Klima: Der Tod liebt die Poesie – Regie: Werner Grunow (Kriminalhörspiel – Rundfunk der DDR)
- 1973: Der kleine Frikk – ein norwegisches Märchen, Litera 1973 (Regie: Christine van Santen, Covertext: Hannelore Hilzheimer. Für d. Schallplatte eingerichtet v. Konrad Reich, Sprecher: Eberhard Mellies u. a.)
- 1983: August Strindberg: Ein Traumspiel (Advokat) – Regie: Peter Groeger (Märchen für Erwachsene – Rundfunk der DDR)
- 1983: Eva Dessarre: Das Meer kehrt stets zurück (Mann) – Regie: Peter Groeger (Hörspiel – Rundfunk der DDR)
- 1998: Bibi und Tina, Folge 33: Alex und das Internat, als Erzähler

## Synchronrollen (Auswahl)
- 1957: José Suárez als Juan in Die Hauptstraße
- 1958: P. Glebow als Grigori in Der Stille Don, Teil 3
- 1959: Pierre Cressay als Giuseppe Verdi in Giuseppe Verdi
- 1959: Ladislav Chudík als Peter in Zurück zu Dir
- 1961: José Suárez als Der Untersuchungsrichter in Der Richter
- 1961: A. Konsowski als Sprecher in Auferstehung
- 1962: Radovan Lukavsky als Jiri Klimes in Fesseln
- 1962: Wladimir Samailow als Sewerzew in Und wieder wird es Morgen
- 1962: Jewgeni Urbanski als Alexei Astachow in Klarer Himmel
- 1962: A. Mamedow als Rowschan in Kör Ogly – Eine Heldensage
- 1962: Jiri Pleskot als Janik in Labyrinth des Herzens
- 1962: Jiri Vala als Dr. Trojan in Totentanz im Pazifik
- 1963: P. Glebow als Polowzew in Neuland unterm Pflug – 1. Teil
- 1963: John Rees als Henri in Lucie und der Angler von Paris (Fernsehfilm)
- 1963: Ivan Rajniak als Peter in Mit 17 fängt die Liebe an
- 1963: N. Timofejew als Captain Kleyton in Nacht ohne Gnade
- 1964: Aleksandar Gavric als Hauptmann Ramiz Lesi in Abrechnung am Fluß
- 1964: L. Ljachnizki als Krawtschuk in Der silberne Trainer
- 1965: Donald Houston als Howett in Held im Hemd
- 1980: Leon Niemczyk als Waldemar Dreßler in Die Schmuggler von Rajgrod